# Hímera del sud
Hímera del sud (en grec antic Ἱμέρας 'Himéras') era el més important dels dos rius de Sicília anomenats Hímera.
És l'actual riu Salso i neix a Monti di Madoniu, als monts Nebrodes i corre al sud fins a Licata (l'antiga Fínties) on desaigua. A la part superior corre en dues branques paral·leles: el Fiume Grande, que neix prop de Gangi i el Fiume de Petralia que neix a Petralia; una vegada unides les dues branques es forma el Salso. Un rierol que neix prop de Caltanisetta vora unes mines de sal, aboca les seves aigües poc clares al riu. Claudi Ptolemeu correctament situa la desembocadura a l'est d'Agrigent. Per un tractat entre Jerònim de Siracusa i els cartaginesos, l'illa de Sicília va ser repartida entre les dues potències i el riu Hímera havia de servir de frontera, però l'acord mai es va portar a la pràctica.
A la seva riba es van produir diverses batalles. Per a més informació vegeu: Batalla d'Hímera.